# Saison 36 des Mystères de l'amour
Chronologie
Saison 35 Saison 37
Cet article présente la trente-sixième saison de la série télévisée française Les Mystères de l'amour, diffusée à partir du 26 janvier 2025.									

## Distribution

### Acteurs principaux (dans l’ordre d’apparition au générique)
- Hélène Rollès : Hélène Vernier
- Patrick Puydebat : Nicolas Vernier
- Elsa Esnoult : Fanny Greyson Roquier
- Sébastien Roch : Christian Roquier
- Laly Meignan : Laly Polleï
- David Proux : Étienne
- Laure Guibert : Bénédicte Breton
- Tom Schacht : Jimmy Werner
- Isabelle Bouysse : Jeanne Garnier
- Cathy Andrieu : Cathy Da Silva
- Carole Dechantre : Émilie « Ingrid » Soustal
- Macha Polikarpova : Olga Poliarva
- Lakshan Abenayake : Rudy Ayake

### Acteurs récurrents
- Frank Delay : Pierre Roussell
- Angèle Vivier : Aurélie Breton
- Jean Baptiste Sagory : Sylvain Potier
- Benoît Dubois : Victor Sanchez, cousin de Hugo
- Ève Peyrieux : Ève Watson
- Jean Luc Voyeux : Le lieutenant Claude Guéant
- Audrey Moore : Audrey McAllister
- Charlène François : Sophie Grangier
- Marjorie Bourgeois : Le capitaine Stéphanie Dorville
- Richard Pigois : John Greyson
- Julie Chevallier : Béatrice Goutolescou
- Elliot Delage : Julien Da Silva
- Marion Huguenin : Chloé Girard
- Benjamin Cotte : Nicky McAllister Vernier #2
- Guillaume Gronnier-Henouil : Stephane-Guillaume Carrat

- Claire Thomas : Megane
- Grégory Defleur : Le docteur Raphaël Bertrand
- Maxime Van Laer : Le docteur Mathieu Higgins, le directeur ADF
- Yvan Kereun Appa : Adrian, le zoologiste
- Virginie Théron : Gabriela Matei/Polleï
- Romain Baele : Attila, ex de Megane
- Tran-Vu Tran : Le lieutenant Robert Long alias Bob
- Mélodie Dubois : Mélody, a nouvelle stagiaire-policier
- Sandra Lou : Sandra Wolf
- Tristan Schotte : Donald 2
- Jean-Pascal Lacoste : Ricky
- Louise Molinaro : Wanda Clermont
- Romain Emon : Le docteur Fabrice Dumont
- Olivier Quéméner : Olivier Morvan, le journaliste d'INFO France
- Lisa Roux : Thalia, la petite sœur de Pierre
- Joyce Franrenet :  Natasha Borgia / Brenda
- Nicolas Audebaud : André Duvoisin
- Philippe Richardin : Gastounet, le policier, le collègue de Guéant et Stéphanie
- Thomas Vernant : Vincent
- Marie Chevalier : Sabine
- Mélissa Sprimont : Mélissa, la éditeur de vidéo clip de Fanny
- Alexandre Serret : David Polleï #2
- Alix Assere : Madame Lazure
- Gary Jarny : Jean Nico le simplet, le participant à une émission de télé-réalité «La prison des amours»
- Nicolas Bourdon : Bertrand, le assistant de laboratoire
- Alexandre Thueux : Edwin
- Marion Limosin : Linda
- Anne Rodier : Rosa
- Fabrice Deville : Arnaud de Wenzel, prince de Botsgornie
- Jérémie Lachaume : Elon
- Polo Anid : Jacques-Henri
- Jorge Da Silva : Ledru-Conrad - Homme malfrat
- Leonid Glushchenko : Sergueï
- Matthew Vanston : Vadim
- Jessica Namyas : Lisa Garnier #2
- Amédéo Cazzella : L'ami de Nicole et Liam
- Frédéric Jeannot : Angelo, le propriétaire d'un atelier de sculpture
- Guy Famechon : Lui-même, Guy, le metteur en scène
- Sandrine Sengier Guisier : Tania Milot/Milau ex-codétenue d'Ingrid
- Delcho Koprivshki : Dimitri
- Xavier Lenczewski : Xavier
- Maxime Pignol : Matthias le fou, le zoologiste
- Margaux Wicart : Marthe
- Gaëlle Battut : Tina, la petite amie de Pierre #1
- Sam Beni : Valou, la petite amie de Pierre #2
- John Makabi : Jonathan, le compositeur de Fanny
- Popi Leva : Magda, la esclave de Gabriella
- Cédric Welsch : Gino, le patron dans un bar de boxe
- Eric Fardeau : Juge Brocker
- Léo Singlar : Le ingénieur audio-vidéo en studio
- Elric Montorier : Fournisseur de marchandises au magasin de Madame Lazure
- Alonso Venegas Flores : Tsigane, le musicien - guitariste
- Toni Bird (Antoine Beux) : Tsigane, le musicien - violoniste
- Baptiste Mege : Charles
- Louison Blivet : Brunette
- Nicolas Tissot : Gérard
- Romy Pointet-Pousséo : Joséphine
- Stéphane Pitti : Le père de Joséphine
- Shadi : Eloïse
- Emilio Pouget : Steve
- Emmanuel Rehbinder : Golderman Patrick
- Alixia Langlais : Nicole
- Mathéo Chalvignac : Liam
- Etienne Beauvois : Le policier
- John Guedj : Orlando
- Noé Hermelin : Garde
- Cindy Renou : Infirmière
- Louis Kereun Appa : Le admirateur de Mégane, qui possède ce type d’insectes de la famille des arachnides
- Julien Celette : Lancelot
- Manon Le Bail : Boadicée
- Alex Bude : Patrick - fan de Sandra Wolf
- Alexandra Gruber : Melissa - fan de Sandra Wolf
- Dominique Cache : La petite amie d'Attila, l'fan de Fanny?
- Robert Antoine : Bill
- Jérémy Narcissot : Le travailleur de ADF
- Joséphine Bourdonnais : La travailleuse de ADF
- Safa Almis : Charlotte
- Cédric Portella : Emile
- Kévin Duforest : Le pompier
- Damien Bennetot : Hector

## Production
L'ensemble des épisodes de la saison sont produits par le groupe audiovisuel français JLA, fondé et présidé par Jean-Luc Azoulay.									

## Épisodes
1. Double recherche
2. Déclaration inattendue
3. La fièvre de l'or
4. Heureuses nouvelles
5. Cha Cha Chat
6. Images volées
7. Mariage compromis
8. Etrange jalousie
9. Perverses manipulations
10. Tromperies en série
11. Double surprise
12. En duel
13. Profil idéal
14. Conflits
15. Larmes et alarmes
16. Proposition surprenante
17. Rencontre sentimentale
18. Vaincre et convaincre
19. Ensemble
20. Enfin au courant
21. Concert triomphal
22. Le jour d'après
23. Entre amis
24. Fatale faiblesse
25. Chocs
26. Ecoutes indiscrètes

## Évolution des audiences

### Globale
| Minimum | 267 000 | Maximum | 530 000 | Moyenne | 375 231 |